# 政官
政官（じょうがん、しょうかん、上官）とは、律令制の太政官の事務方官人の総称である。
一般的には、「三局」と称された少納言局・弁官局・外記局を率いる少納言・弁官・外記と三局に属した史・史生以下の下級官人（反対に考えると、公卿・議政官を除く全ての太政官官人）を指すが、詔勅・宣命などの公文書作成にあたる内記（中務省内記局）を含む用例や外記局を除いて少納言・弁官のみを指す用例、反対に外記及び史以下の官人に限定する用例なども存在する。ただし、後世においては「政官、上官也、云外記・史也」（『色葉字類抄』）などと最後の用例で用いられることが多くなる。なお、四辻善成の『河海抄』には、「政官」は“太政官被官”に由来し、宛字として「上官」を用いたと記されている。また、洞院実煕の『名目鈔』には、「政官」に“ジヤウグハム”と読み仮名を振っている。ただし、律令格式には採用されていない語であり、元来は貴族社会における俗語のようなものであったと考えられている。
太政官符・宣旨などの公文書作成や太政官における公事・儀式の先例校勘・記録作成、人事案件の処理などの実務にあたり、太政官における事務方を担当したが、官政・外記政において結政を担当するようになるとその役割が増大し、特に外記及び史の地位が大きく上昇した。後に外記の上首（筆頭）を局務（きょくむ）、史の上首を官務（かんむ）と呼んで公卿・議政官を除く太政官官人の筆頭的地位を占める事となる。